# Cynara algarbiensis
Cynara algarbiensis là một loài thực vật có hoa trong họ Cúc. Loài này được Mariz mô tả khoa học đầu tiên năm 1893.